# 中溝優生

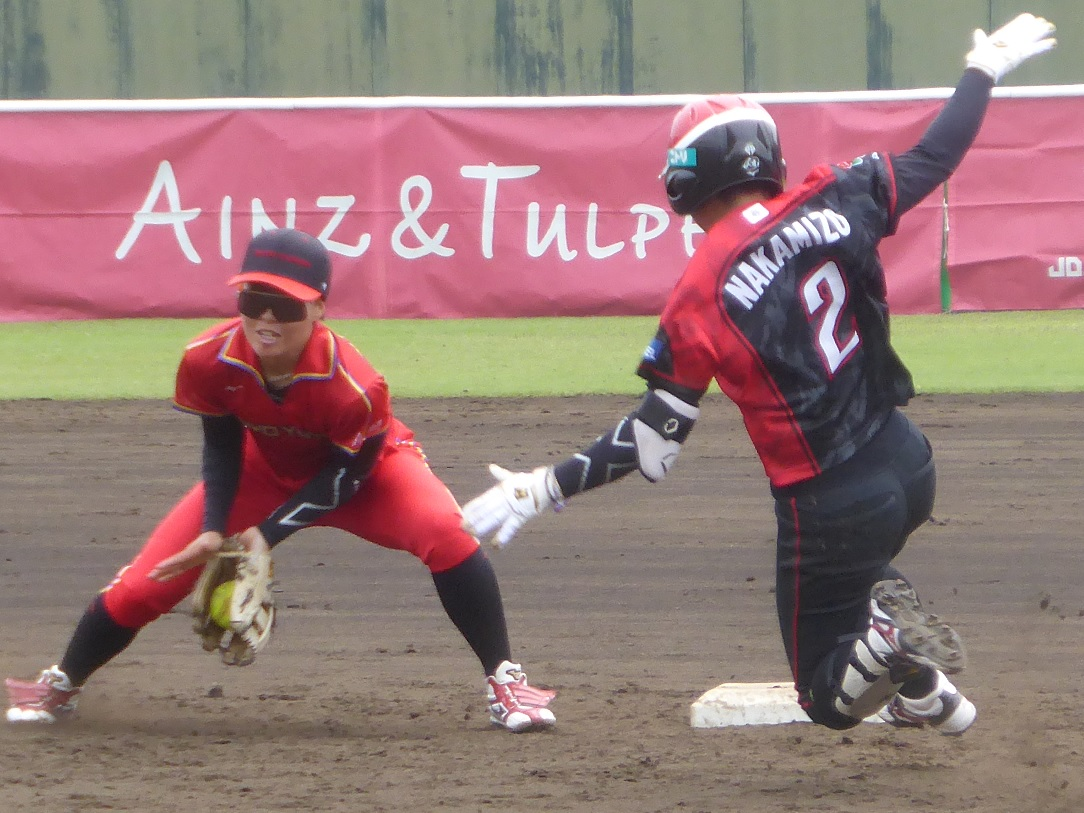
中溝の走塁 (2024年)

中溝 優生（なかみぞ ゆい、1998年10月29日 - ）は、佐賀県出身の女子ソフトボール選手（内野手）。デンソーブライトペガサス所属。ソフトボール日本代表。

## 経歴
もともと野球をしていたが、13歳でソフトボールを始めた。2013年、佐賀市立東与賀中学校在学時に中学日本代表として台湾遠征に参加。佐賀女子短期大学付属佐賀女子高等学校を卒業後、2017年に太陽誘電ソルフィーユに入団。初年度に野手部門の新人賞を受賞した。2024年にデンソーブライトペガサスに移籍。
日本代表にはU-23チームで出場した2019年の日仏交流戦「アチールチャレンジ」に出場。同年、女子TOP強化指定選手にも選出されている。2023年にはTOP代表としてワールドカップのメンバーに選出。

## 選手としての特徴
フルスイングが持ち味。2021年には日本リーグ本塁打王のタイトルを獲得。

## 人物・エピソード
好きな選手は福岡ソフトバンクホークスの柳田悠岐。目標としているアスリートはプロボクサーの那須川天心。
名前の由来は"優"しく"生"きる。座右の銘は『死ぬこと以外かすり傷』。登場曲はRADWIMPSの『会心の一撃』。
調理師免許を持っている。

## 詳細情報

### 日本リーグ個人表彰
- 2017年 - 新人賞（野手）
- 2021年 - 本塁打王（8本）、ベストナイン賞（遊撃手）

### 背番号
- 11（2017 - 2018）
- 7（2019 - 2020）
- 10（2021 - 2023）
- 2（2024）
- 10（2025 - ）